# Никутовский, Артур
Иоганн Артур Северин Никутовский (9 января 1830, Крейс Прейсиш-Эйлау — 14 февраля 1888, Дюссельдорф) — прусский художник и педагог польского происхождения, представитель Дюссельдорфской художественной школы. В основном писал картины жанровой и батальной живописи.
Начальное художественное образование получил в Кёнигсберге, затем продолжил его в Дюссельдорфской академии художеств у Карла Фридриха Лессинга; в 1859 году, последовав за своим учителем, переехал в Карлсруэ, а в 1865 году возвратился в Дюссельдорф, где и прожил до конца жизни. Его первыми работами были жанровые картины небольшого формата; позже писал батальные сцены, в том числе изображавшие события Январского восстания 1863 года в российской Польше. С 1880 года до своей смерти в 1888 году Никутовский был профессором анатомии в Дюссельдорфской академии. К этому периоду относятся его работы по сравнительной анатомии и теории пропорций, которые не были опубликованы. Его страстью было также изображение скачущих лошадей (в том числе групп лошадей), и картины данной тематики часто высоко оценивались критикой. Его сын Эрих (1872—1921) также стал художником и посвятил себя главным образом пейзажной живописи.
Из картин Никутовского более известны «Переправа через Березину», «Русские часовые выслеживают польских контрабандистов», «Бегство французов после Лейпцигской битвы», «Возвращение ратника», «Похороны польского борца за свободу», «Пожар в деревне», «Молитва перед сражением».